# Алексеев, Семён Михайлович (полный кавалер ордена Славы)
 Полный кавалер ордена Славы
Семён Миха́йлович Алексе́ев (3 февраля 1911—1987) — сапёр 138-го гвардейского стрелкового полка (48-я гвардейская стрелковая дивизия, 28-я армия, 1-й Белорусский фронт), гвардии сержант.

## Биография
Семён Михайлович Алексеев родился в деревне Тонище Новгородской губернии в крестьянской семье. Окончил 4 класса начальной школы в Бологовском районе. Работал трактористом в Бологовском леспромхозе. В 1932 году призван на службу в ряды Красной Армии. В 1935 году был демобилизован. С началом Великой Отечественной войны в июле 1941 года вновь призван в Красную Армию.
На фронте с августа 1941 года. В июне 1942 года разведчик 159-й танковой бригады младший сержант Алексеев раненым попал в плен в районе Рыбальчино-Чигари Россошанского района Воронежской области. Сумел бежать из рабочего батальона и примкнуть к партизанам в районе города Смелое. Отряд с приходом Красной армии влился в состав 138-го гвардейского полка 48-й гвардейской стрелковой дивизии.
24 июля 1944 года Алексеев в районе города Брест проделал проходы в минных полях, сняв 31 мину и обеспечив успешное прохождение наших подразделений; приказом от 31 июля 1944 года он был награждён орденом Славы 3 степени.
В боях в августе — октябре 1944 года Алексеев неоднократно проявлял героизм. В частности, было снято 224 мины и обеспечено наступление наших частей. 9 октября под сильным огнём противника установил 209 мины; противник, напоровшись на них, при атаке был вынужден отступить. 30 октября 1944 года под сильным огнём противника Алексеев установил 120 метров проволочных заграждений «спираль Бруно». 22 ноября 1944 года он был награждён орденом Красной Звезды.
21 января 1945 года в Восточной Пруссии возле города Гумбинен (ныне Гусев Калининградской области) Алексеев с группой сапёров обезвредил более 100 немецких мин, навёл переправу через реку Ременте. 14 февраля 1945 года был награждён орденом Славы 2-й степени.
При штурме Берлина 24 апреля 1945 года Алексеев в составе батальона принял участие в наведении штурмового моста через канал Тельтов. 25 апреля, командуя отделением, обезвредил 47 противотанковых мин. 27 апреля разминировал железнодорожный мост, сняв 20 противотанковых и противопехотных мин. 26 июня 1945 года он был награждён орденом Славы 1-й степени.
В 1945 году Алексеев был демобилизован, вернулся на родину, жил на станции Баталино. Работал машинистом дизельной электростанции на станции Баталино, а затем на Яконовском стеклозаводе.
В 1985 году награждён орденом Отечественной войны 1-й степени.
Скончался в 1994 году (источников с точной датой смерти пока не найдено).